# Liste der Biografien/Bele
Liste der Biografien |
Portal Biografien |
Personensuche
# |
A |
B |
C |
D |
E |
F |
G |
H |
I |
J |
K |
L |
M |
N |
O |
P |
Q |
R |
S |
T |
U |
V |
W |
X |
Y |
Z |
?
 
Ba |
Be |
Bd |
Bg |
Bh |
Bi |
Bj |
Bl |
Bm |
Bn |
Bo |
Br |
Bs |
Bu |
Bw |
By |
Bz
 
Bea–Beb |
Bec |
Bed |
Bee |
Bef |
Beg |
Beh |
Bei |
Bej |
Bek |
Bel |
Bem |
Ben |
Beo |
Bep |
Beq |
Ber |
Bes |
Bet |
Beu |
Bev |
Bew |
Bex |
Bey |
Bez
 
Bela |
Belb |
Belc |
Beld |
Bele |
Belf |
Belg |
Belh |
Beli |
Belj |
Belk |
Bell |
Belm |
Beln |
Belo |
Belp |
Belq |
Belr |
Bels |
Belt |
Belu |
Belv |
Belw |
Bely |
Belz
Die Liste der Biografien führt alle Personen auf, die in der deutschsprachigen Wikipedia einen Artikel haben. Dieses ist eine Teilliste mit 58 Einträgen von Personen, deren Namen mit den Buchstaben „Bele“ beginnt.

## Bele
- Bele, Lukhanyo (* 1982), südafrikanischer Schauspieler
- Bele, Refet (1881–1963), osmanischer Soldat und türkischer Minister
- Bele, Robert (* 1990), österreichischer Hockeyspieler, -jugendtrainer und -manager

### Belea
- Beleacova, Elena (* 1958), moldauische Politikerin (PSRM)
- Beleaev, Vladimir (* 1955), moldawisch-rumänischer Komponist und Musikwissenschaftler

### Belec
- Belec, Vid (* 1990), slowenischer Fußballtorhüter
- Beleck, Steve Leo (* 1993), kamerunischer Fußballspieler
- Beleckė, Vytenė (* 1993), litauische Volleyball- und Beachvolleyballspielerin
- Béleczki, Csaba (* 1971), ungarischer Badmintonspieler

### Beleg
- Belegu, Florijon (* 1993), deutsch-kosovarischer Fußballspieler
- Belegu, Xhafer (1904–1962), albanischer Historiker und Gesandter in Italien und Mazedonien

### Beleh
- Bělehrádek, Jan (1896–1980), tschechischer Arzt, Biologe, Professor, Dekan

### Belei
- Beleites, Edith (* 1953), deutsche Schriftstellerin und Übersetzerin
- Beleites, Eggert (1939–2006), deutscher HNO-Arzt und Hochschullehrer
- Beleites, Johannes (* 1967), deutscher Jurist und Landesbeauftragter des Landes Sachsen-Anhalt zur Aufarbeitung der SED-Diktatur
- Beleites, Michael (* 1964), deutscher Autor und Mitbegründer der Umweltbewegung in der DDRMichael Beleites (* 1964)

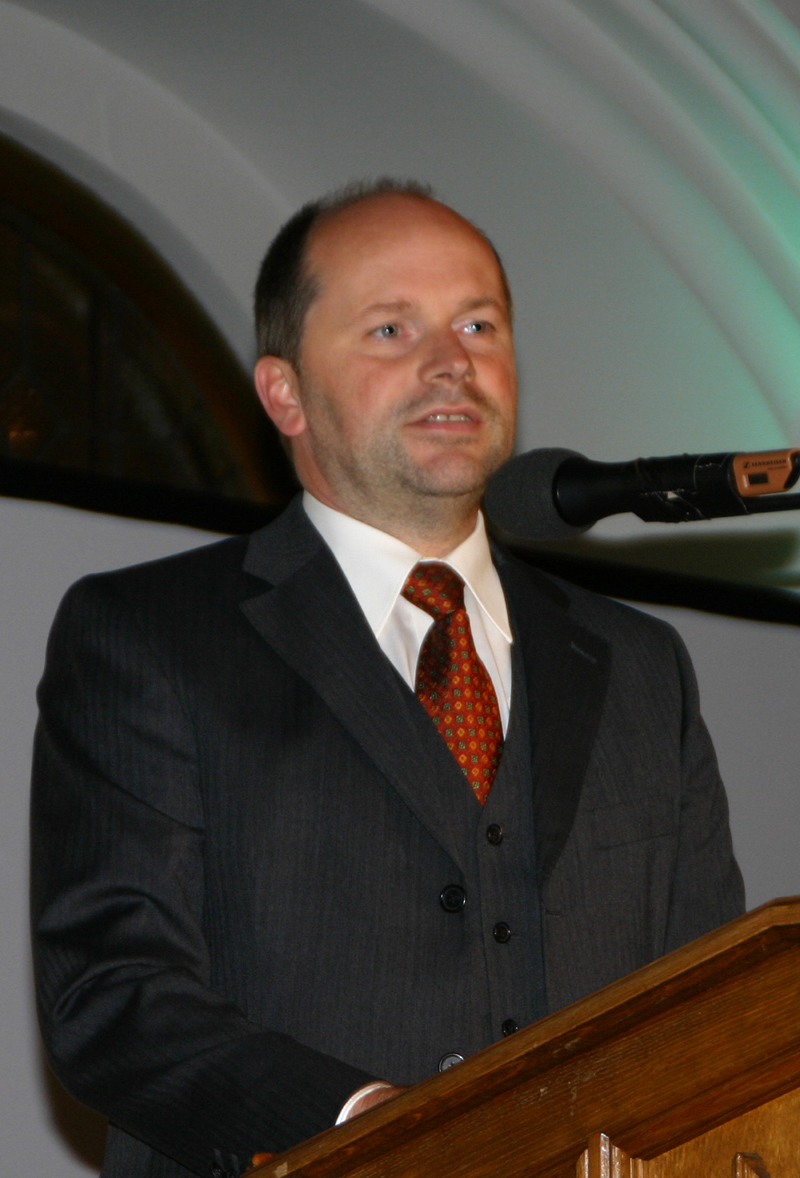
Michael Beleites (* 1964)

- Beleites, Wulf (1947–2018), deutscher Journalist, Chefredakteur und Buchautor

### Belek
- Beleke, Norbert (1929–2019), deutscher Verleger

### Belel
- Belelubsky, Nikolai Apollonowitsch (1845–1922), russischer Bauingenieur, Professor für Brückenbau, Ministerialbeamter, Planer zahlreicher Eisenbahnbrücken

### Belem
- Belem, Adolphe (* 1998), burkinischer Fußballspieler
- Beleme, Daouda (* 2001), burkinisch-deutscher Fußballspieler
- Belemu, Margaret (* 1997), sambische Fußballspielerin

### Belen
- Belén, Ana (* 1951), spanische Schauspielerin
- Belén, Raúl (1931–2010), argentinischer Fußballspieler
- Belena, Henri (1940–2020), spanisch-französischer Radrennfahrer
- Belenguer, David (* 1972), spanischer Fußballspieler
- Belenguer, Toni (1978–2020), spanischer Jazzmusiker (Posaune)
- Belenjuk, Schan (* 1991), ukrainischer Ringer
- Belenkaya, Dina (* 1993), israelisch-russische Schachspielerin, Twitch- und YouTube-PersönlichkeitDina Belenkaya (* 1993)

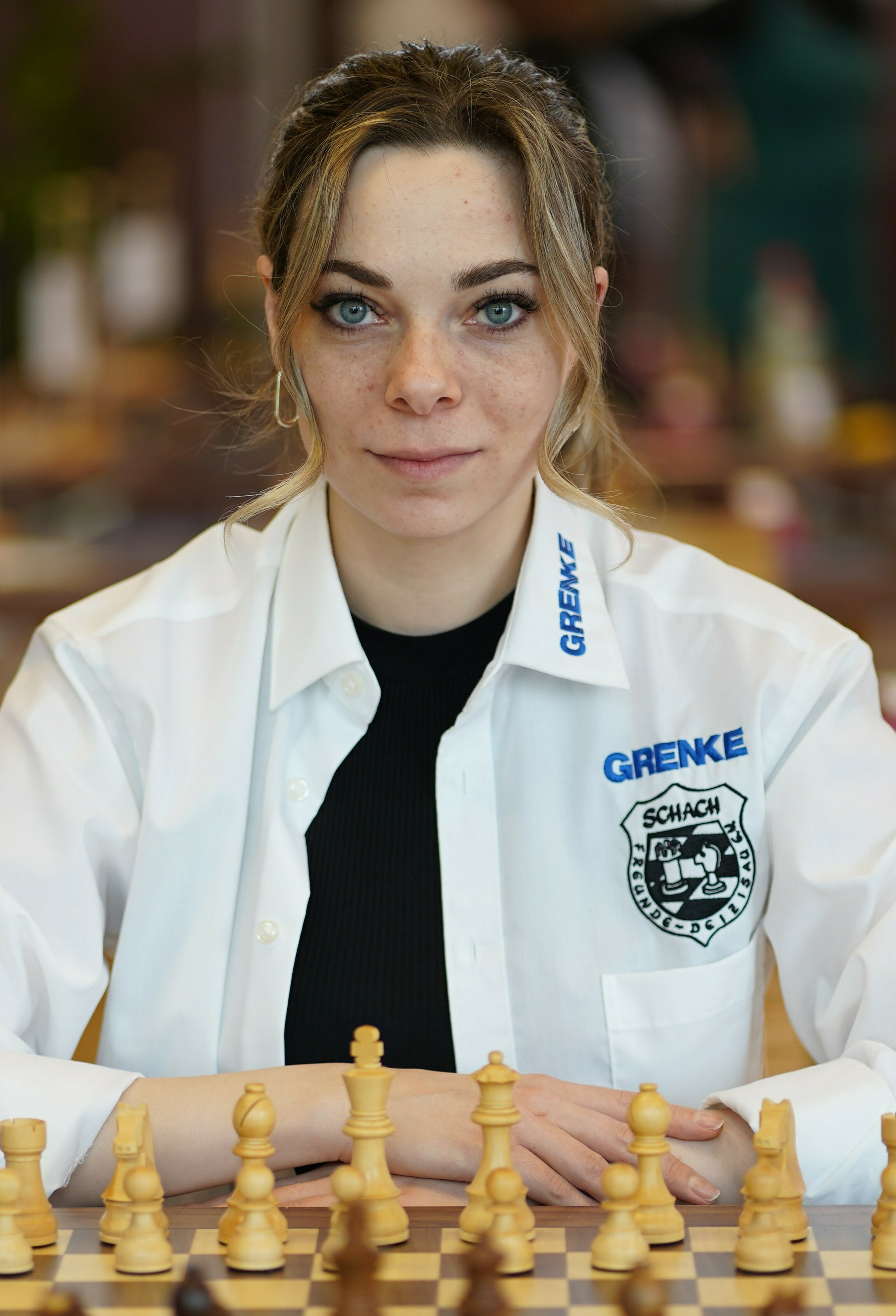
Dina Belenkaya (* 1993)

- Belenki, Jakow Sergejewitsch (1915–1989), sowjetischer Theaterschauspieler, Filmschauspieler und Synchronsprecher
- Belenki, Waleri (* 1969), deutscher Kunstturner und Kunstturntrainer
- Belenko, Wiktor Iwanowitsch (1947–2023), US-amerikanischer, ehemals sowjetischer Flugzeugingenieur und Pilot
- Belenow, Alexander Wassiljewitsch (* 1986), russischer Fußballspieler
- Belényi, Anna (* 1989), ungarische Fußballtorhüterin

### Beler
- Beler, Roger († 1326), englischer Richter und Beamter

### Beles
- Beleskey, Matt (* 1988), kanadischer Eishockeyspieler
- Belešová, Oľga (* 1965), slowakische Schauspielerin
- Belesys I., Satrap der Transeuphratene
- Belesys II. († 345 v. Chr.), persischer Satrap der Transeuphratene

### Belet
- Belet, Brian (* 1955), US-amerikanischer Komponist und Musikpädagoge
- Belet, Ivo (* 1959), belgischer Politiker (CD&V), MdEP
- Belete, Almensh (* 1989), belgische Leichtathletin
- Belete, Meseret (* 1999), äthiopische Langstreckenläuferin
- Belete, Mimi (* 1988), bahrainische Mittel- und Langstreckenläufer äthiopischer Herkunft
- Beleth, Johannes, kirchlicher Lehrer
- Beletz, Hans (* 1954), österreichischer Künstler
- Beletzki, Anna (* 1989), deutsche Schauspielerin und Model

### Belev
- Belevi, Cem (* 1987), türkischer Popmusiker und Schauspieler
- Belevitch, Vitold (1921–1999), belgischer Mathematiker und Elektroingenieur

### Belew
- Belew, Adrian (* 1949), US-amerikanischer Gitarrist und KomponistAdrian Belew (* 1949)

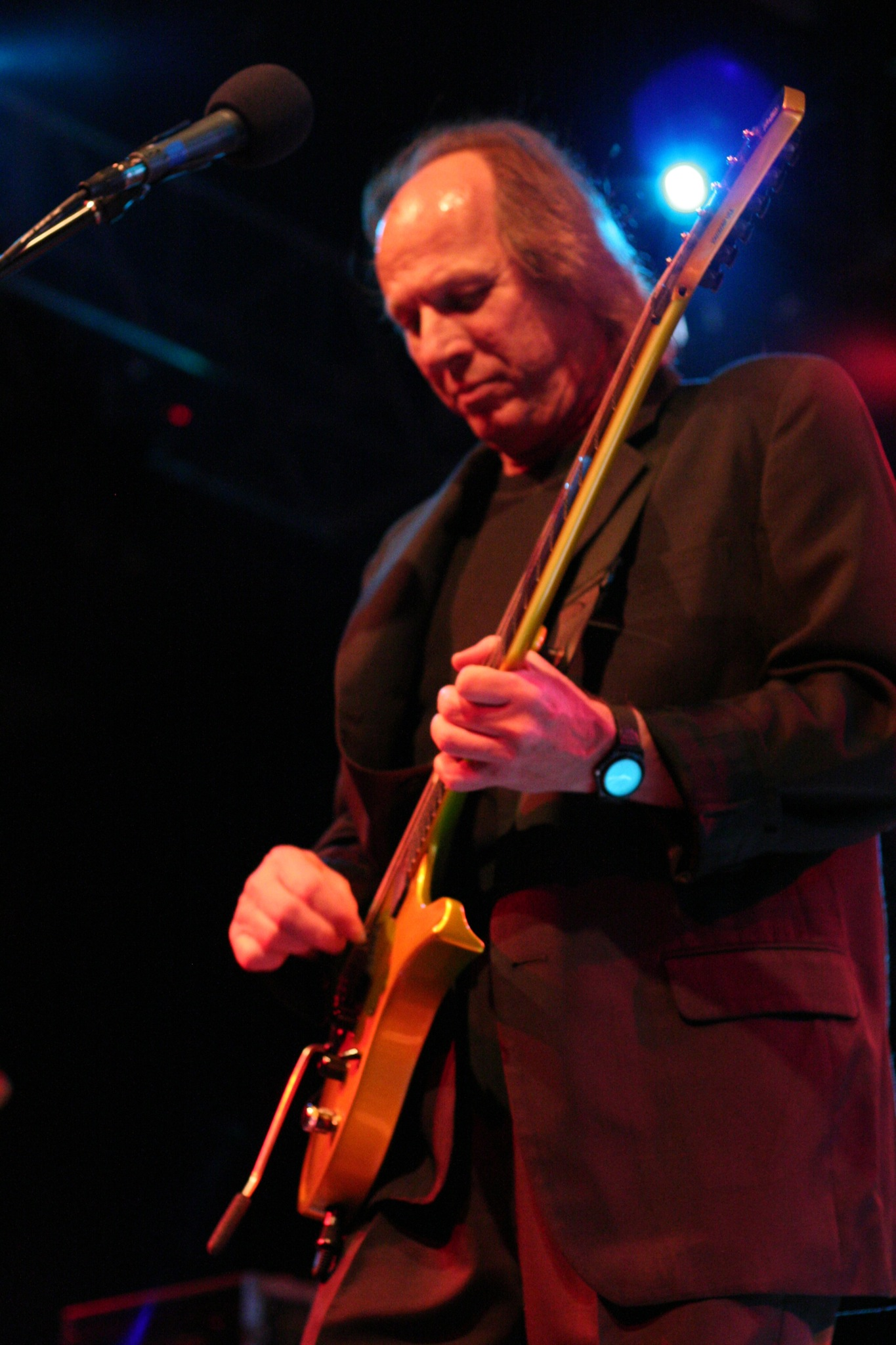
Adrian Belew (* 1949)

- Belew, Aleksandar (1900–1944), bulgarischer Kommissar für Judenfragen während des Zweiten Weltkrieges
- Belewskaja, Jelena Wassiljewna (* 1963), belarussische Leichtathletin

### Belez
- Belèze, Marie Louise Marguerite (1850–1913), französische Botanikerin, Taxonomin und Forscherin
- Belezkaja, Irina Petrowna (* 1933), russisch-sowjetische Chemikerin
- Belezkaja, Jelisaweta (* 1996), kasachische Biathletin
- Belezki, Danil (* 1997), kasachischer Biathlet
- Beleznai, László (1891–1953), ungarischer Schwimmer und Wasserballspieler
- Beleznay, Mátyás (* 1945), ungarischer Tischtennisspieler, Trainer und Sportdirektor